# Zwart-witte buulbuul
De zwart-witte buulbuul (Microtarsus melanoleucos synoniem: Pycnonotus melanoleucos) is een zangvogel uit de familie van de buulbuuls. 

## Verspreiding en leefgebied
Deze soort komt voor op Malakka, Sumatra, Siberut en Borneo.

## Status
De grootte van de populatie is niet gekwantificeerd maar de soort wordt omschreven als schaars. Aangenomen wordt dat de soort achteruitgaat door ontbossing. Op de Rode lijst van de IUCN heeft deze soort de status gevoelig.